# ميكي كيغان
ميكي كيغان (بالإنجليزية: Max Pelham)‏ هو مصارع محترف وكاتب سيناريو أمريكي، ولد في 15 فبراير 1986 في فرامينغهام في الولايات المتحدة.

## روابط خارجية
- ميكي كيغان على موقع WrestlingData.com (الإنجليزية)
- ميكي كيغان على موقع CageMatch worker (الإنجليزية)
- ميكي كيغان على موقع عالم المصارعة على الإنترنت (الإنجليزية)